# Караулбазар
Караулбазар (узб. Qorovulbozor) — місто в Узбекистані, центр Караулбазарського району Бухарської області.
Населення 6448 мешканців (перепис 1989).
Залізнична станція. Бавовноочисний завод.
Статус міста з 1981 року.